# 跳舞女郎
跳舞女郎（学名：Thunbergia mysorensis）為爵床科鄧伯花屬下的一種常綠蔓性木質藤本物種。原產於印度南部熱帶地區。花色豔麗、造型獨特，被視為一種優良的觀花藤蔓植物。曾榮獲英國皇家園藝學會Award of Garden Merit獎。

## 命名
跳舞女郎的屬名「Thunbergia」源自於瑞典植物學家卡爾·彼得·通貝里（Carl Peter Thunberg）之姓氏。種小名「mysorensis」出自原產地印度南部的一個城市名邁索爾（Mysore）。
英文俗稱不只一、二，多因花之造型而起，如「娃娃鞋」（Dolls' shoes）或是「女拖鞋藤」（Lady's slipper vine）。另有因其串串長花序在微風中擺盪的模樣引發聯想而生出「時鐘藤」（Clock vine）的稱法。中文名稱跳舞女郎則似結合了以上靜態與動態之姿而更具想像的一個命名。或許純屬巧合，中文也有舞者之鞋、時鐘藤的稱法。此外亦有黃花老鴨嘴之稱，從某些角度花瓣反捲之後的花朵是易於與有待餵食之鴨嘴產生聯想。

## 物種描述

### 葉
跳舞女郎的藤長可達6公尺。葉對生，三出脈，披針形或長卵形，葉片近葉柄處有淺裂，有的則無。葉緣有鋸齒。葉長約10-20公分。

### 花
跳舞女郎為雙色花，由豔紅與豔黃組成。懸垂性總狀花序，腋生。花序長，常在一公尺以上。盛花期串串花序密生。跳舞女郎為完全花，紅色花萼兩片。花朵長約8公分，花瓣5瓣，初開時平展，之後反捲。雄蕊4支，雌蕊單支。雄蕊頂端有羽絨般的細絲。跳舞女郎的花蜜豐沛，可吸引蜂鳥採蜜。

## 習性
跳舞女郎生長快速，且易於照顧，即使在無霜的溫帶氣候亦同。花期長，由春至夏，可連續數月。全日照或半日照均可，如日照不足，會影響開花狀況。跳舞女郎適宜（大型）棚架、綠廊栽植，亦宜於做牆垣的垂直綠化。

## 圖示

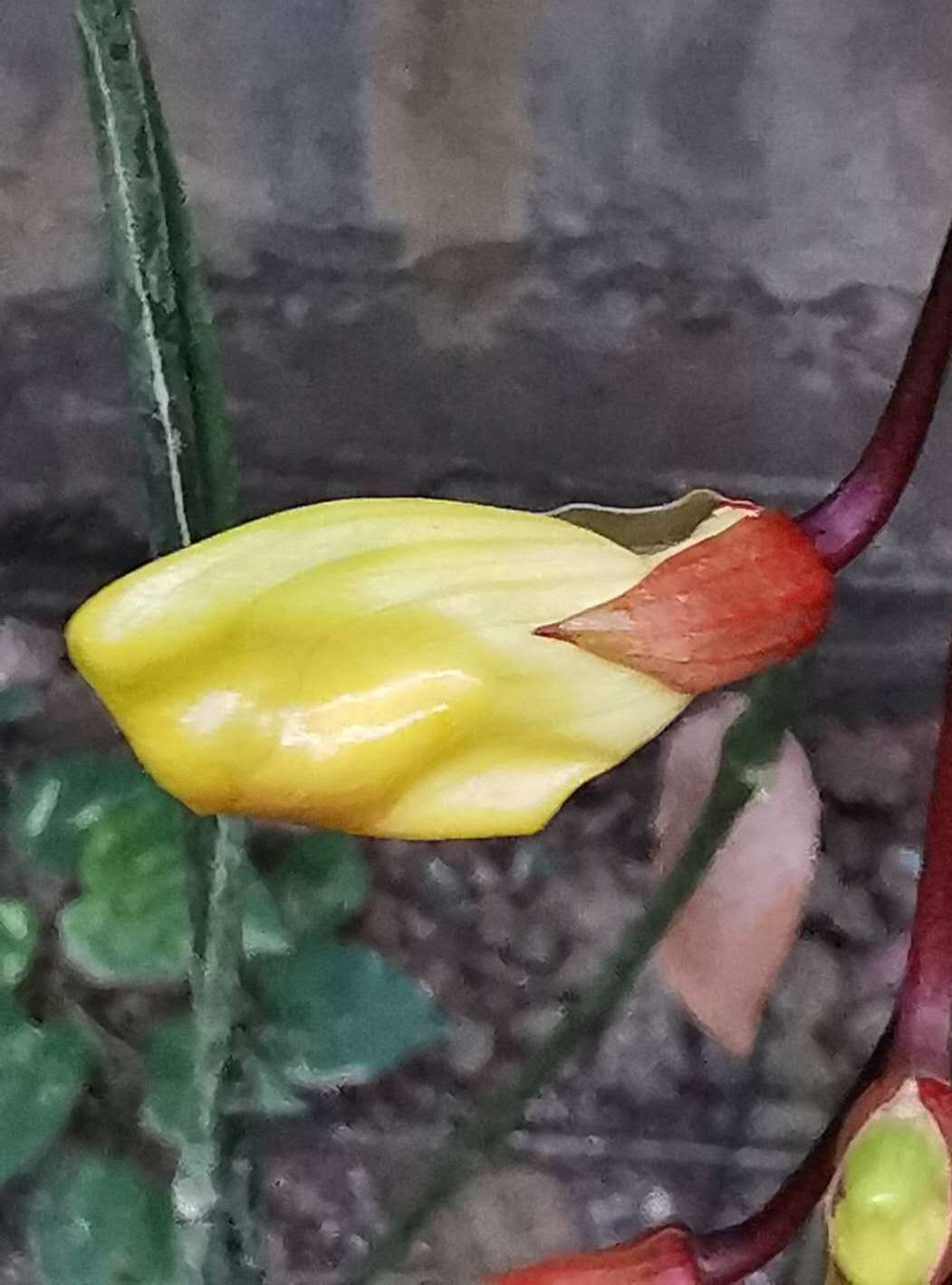
花苞
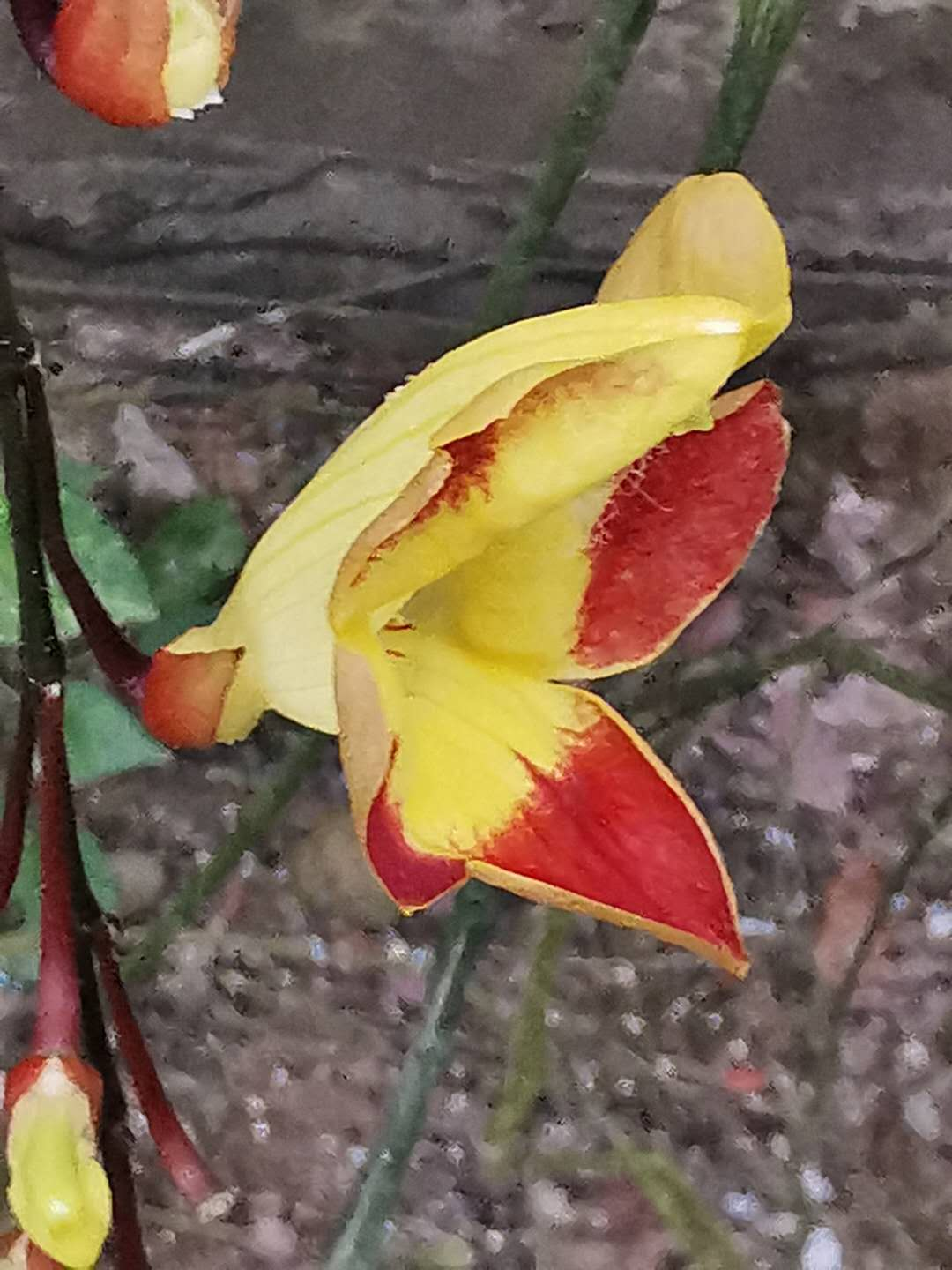
初開
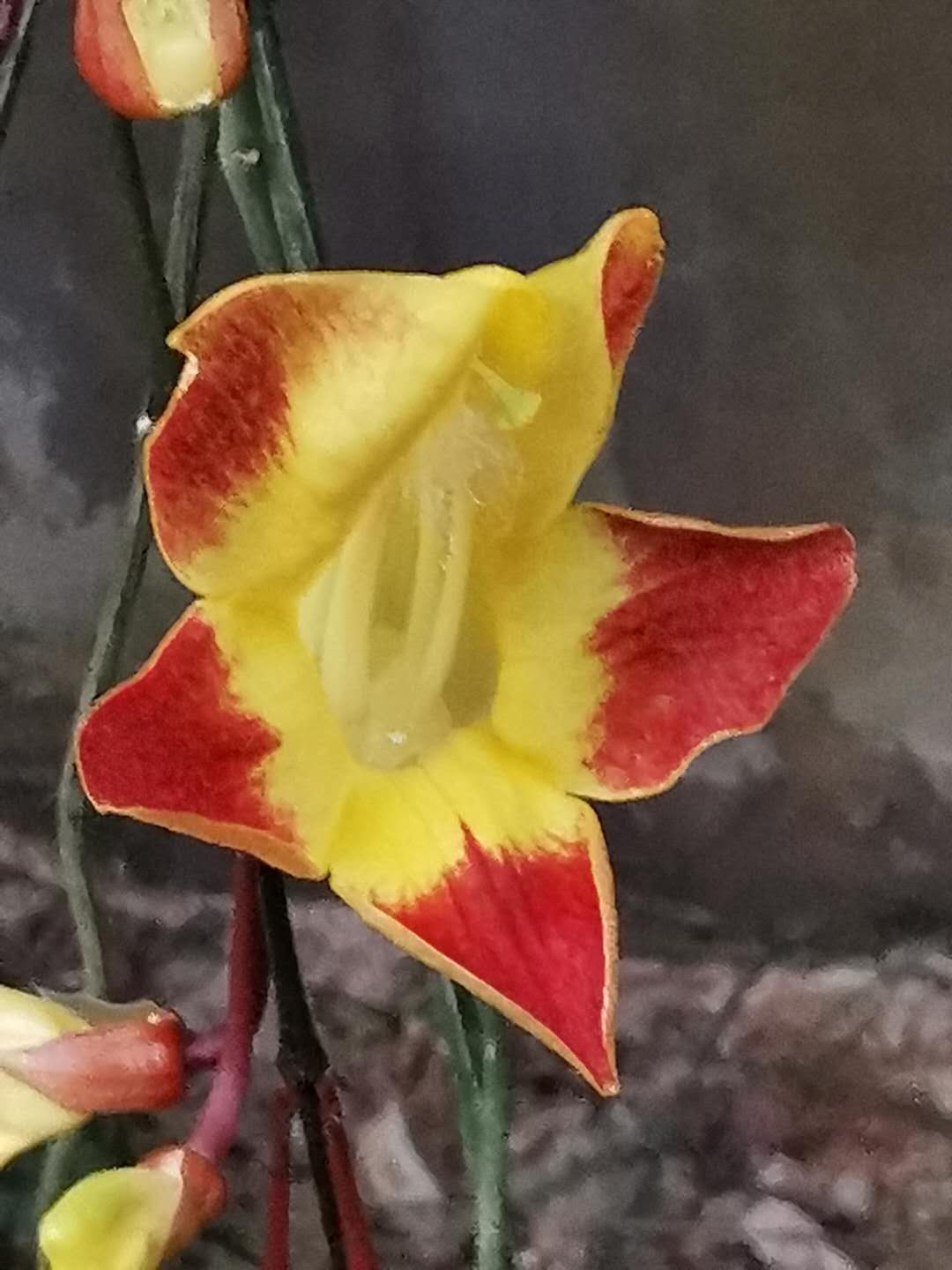
初開
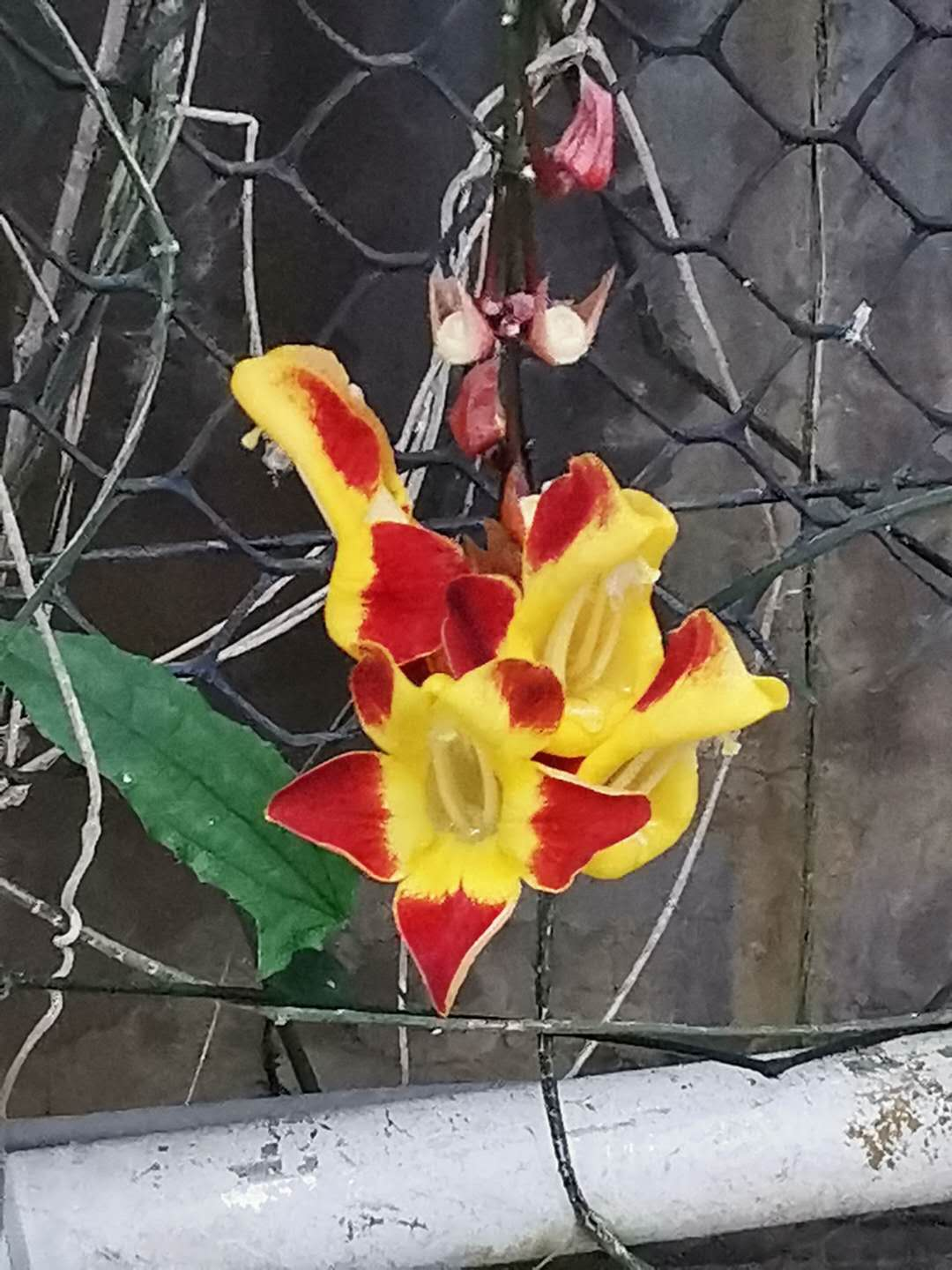
花瓣平展後反捲
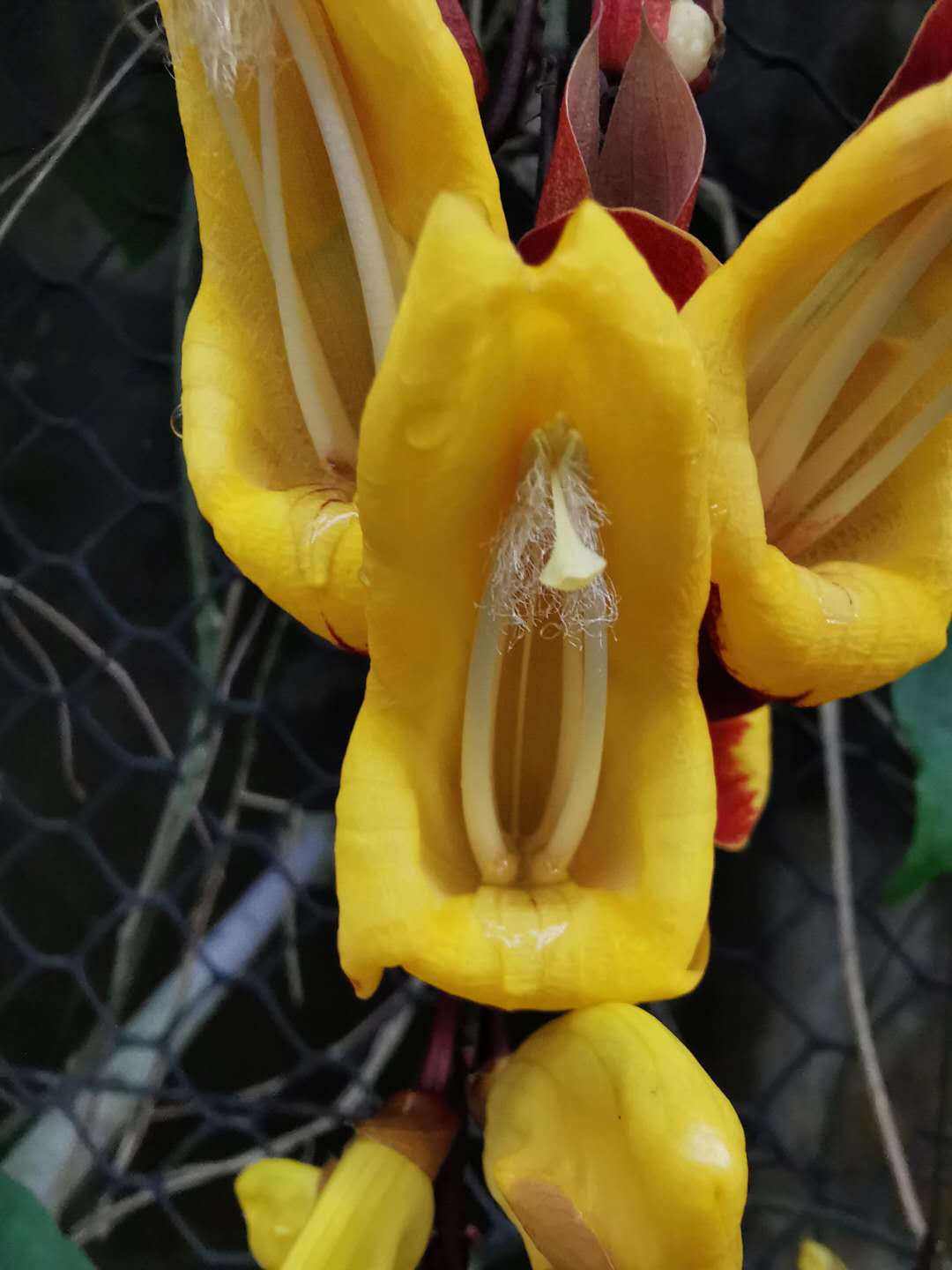
花蜜豐沛
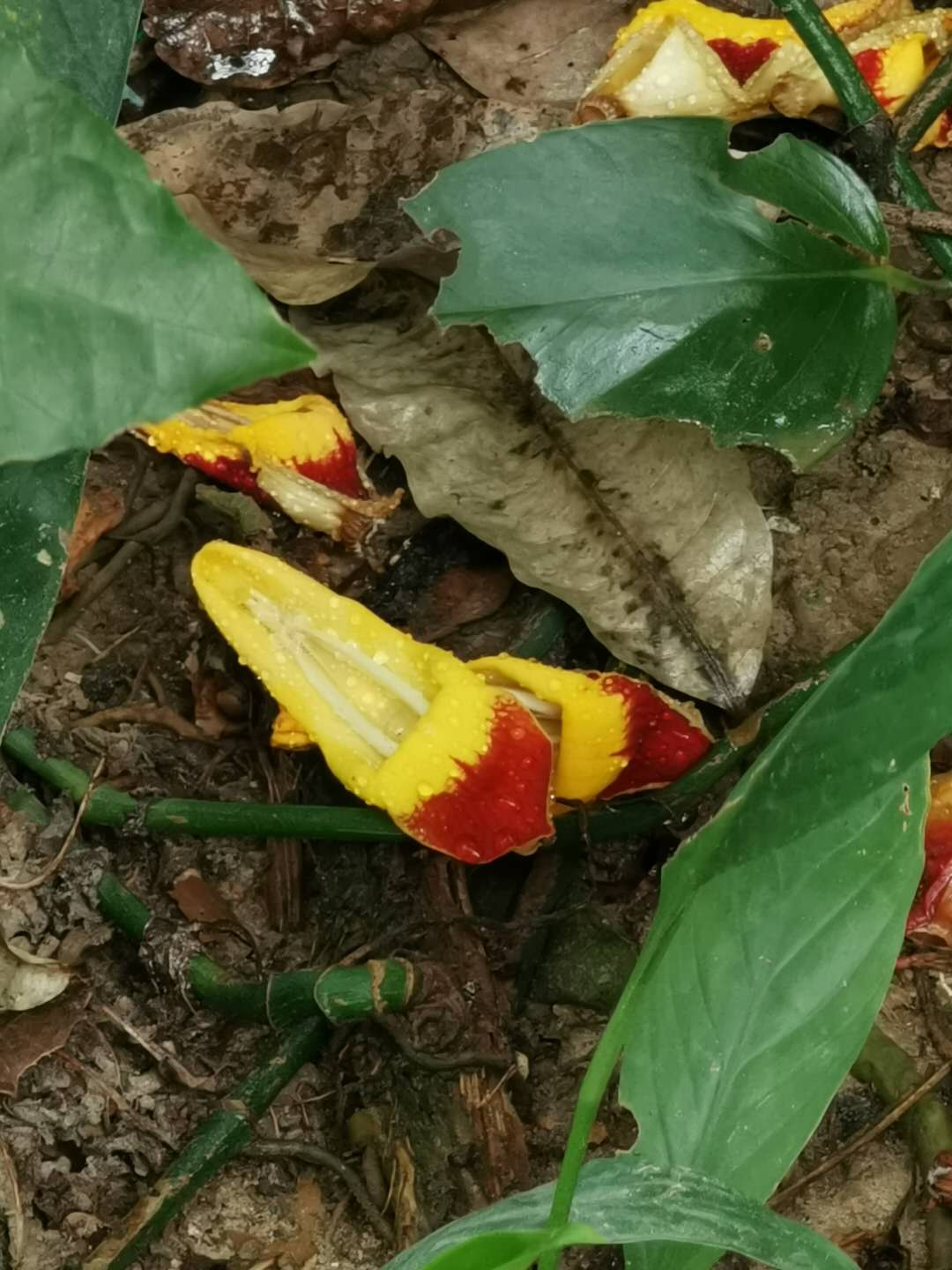
凋謝後色彩依然豔麗
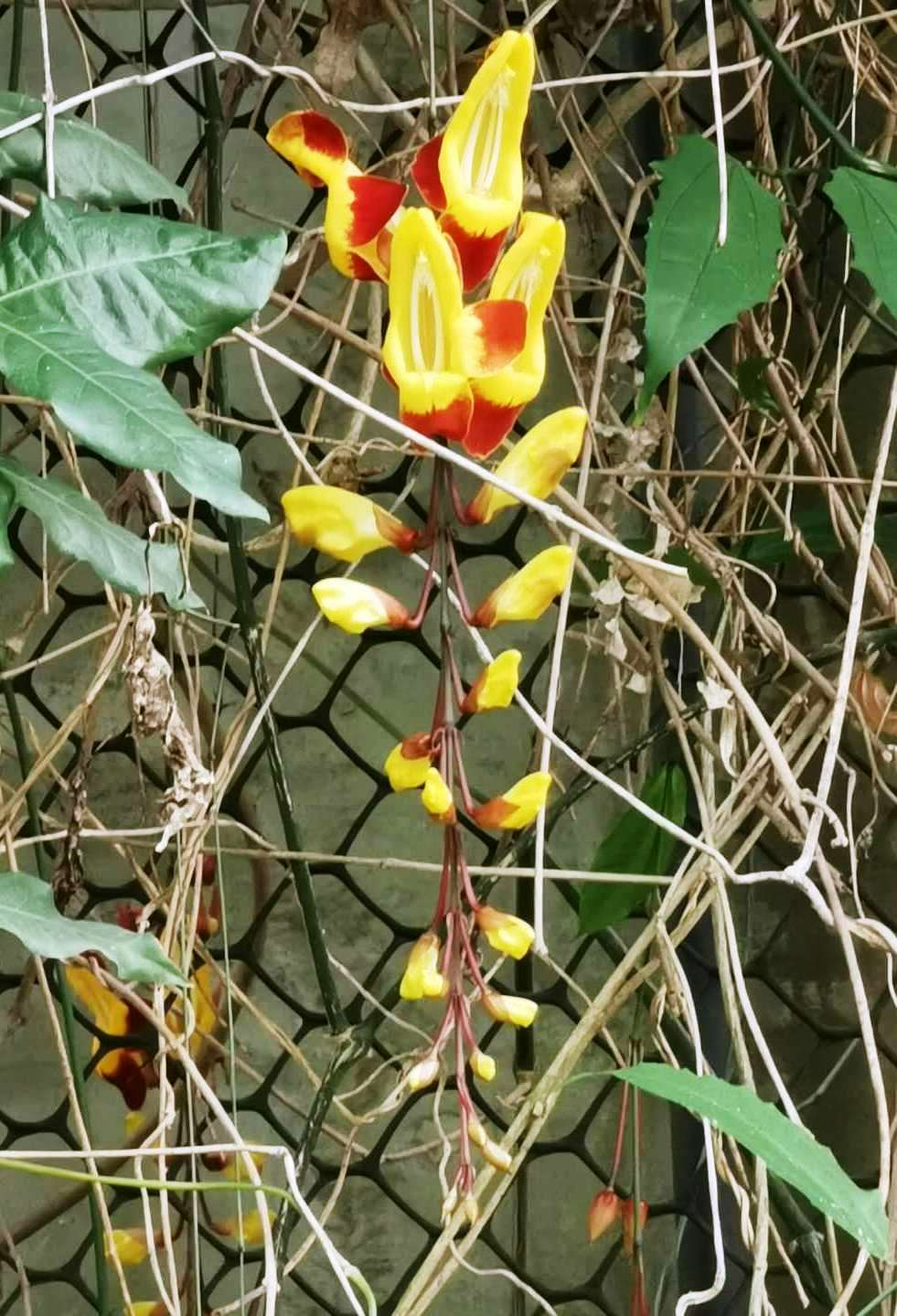
懸垂性總狀花序
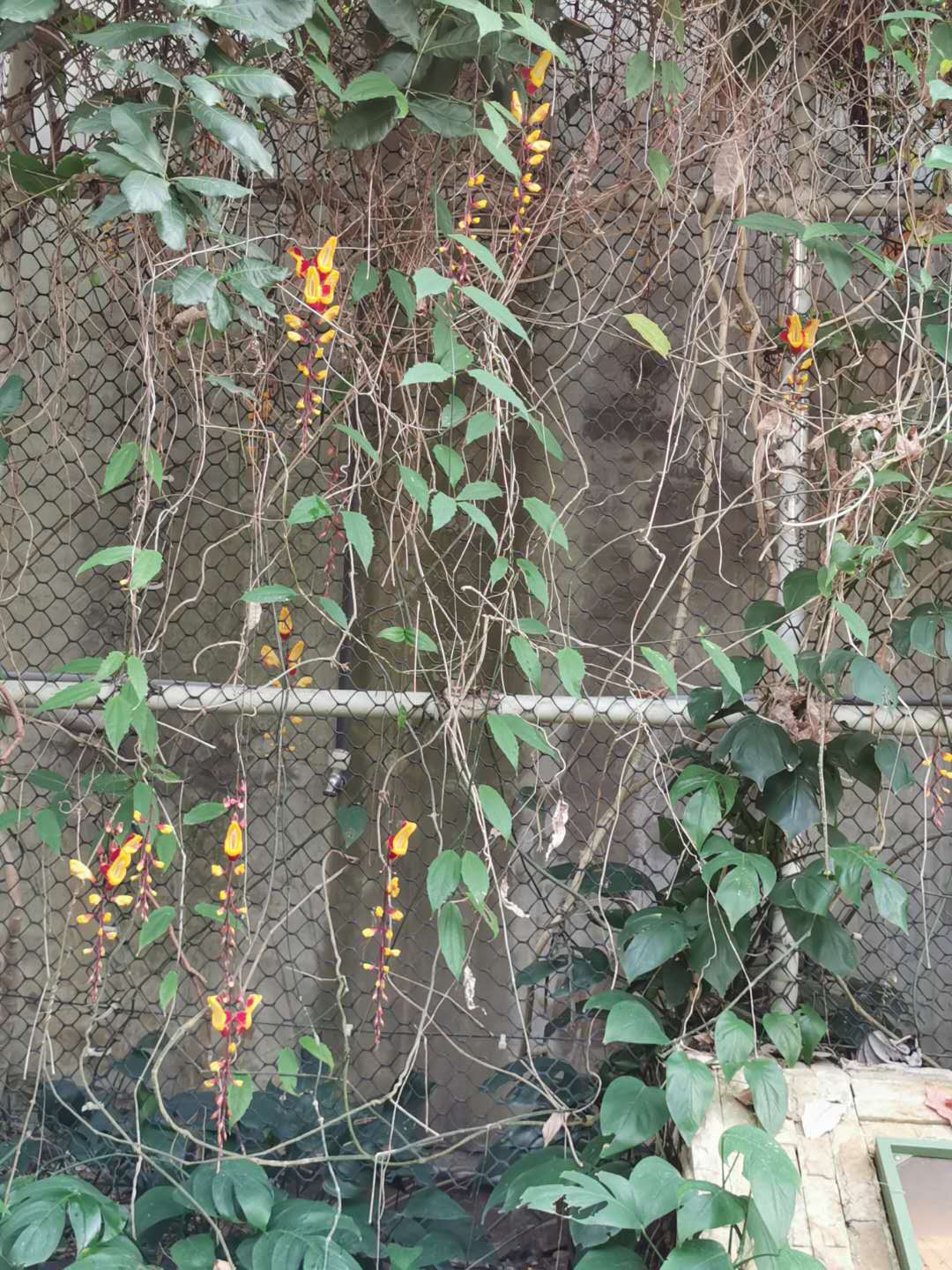
植株局部
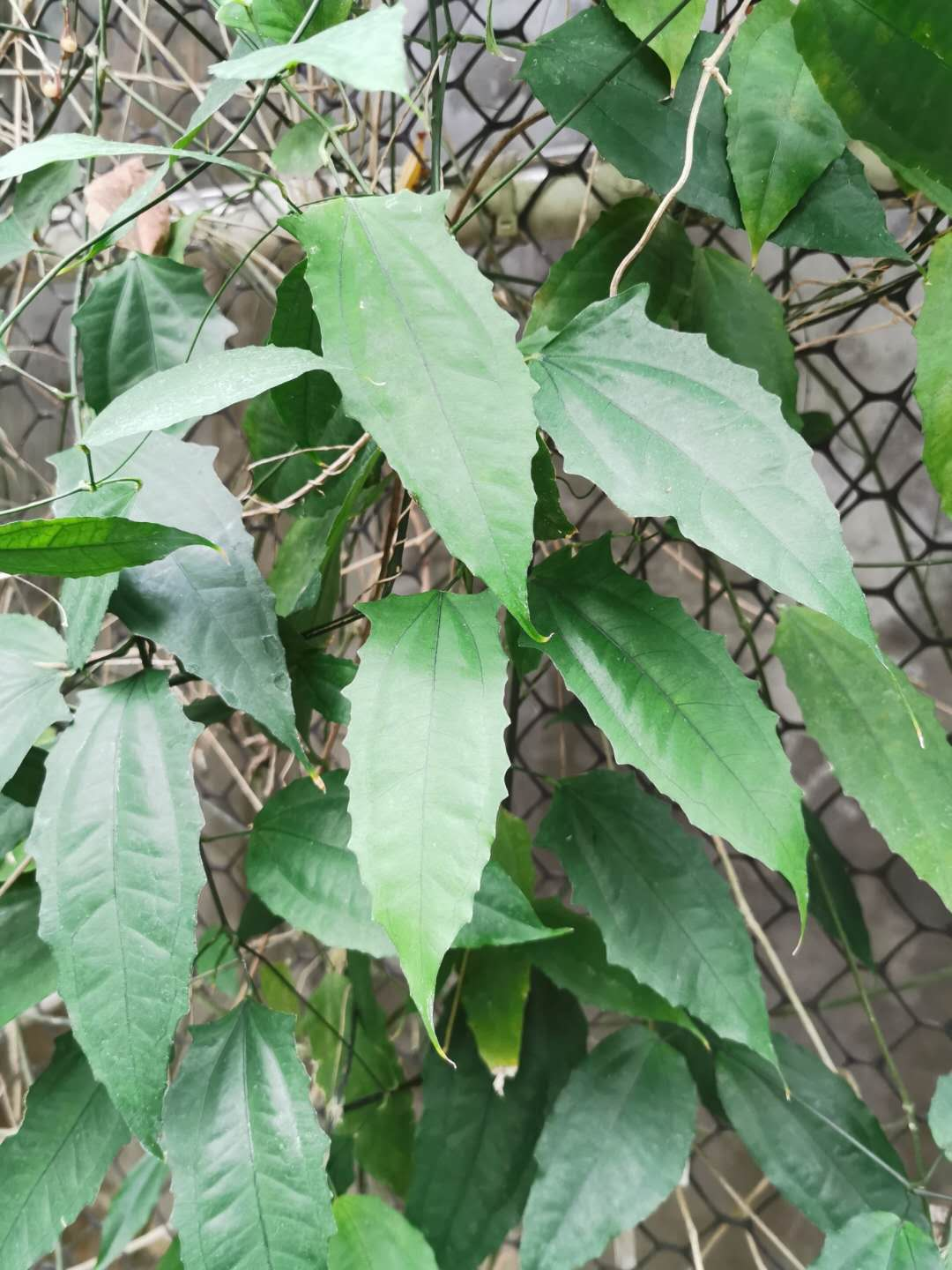
葉片近葉柄處淺裂
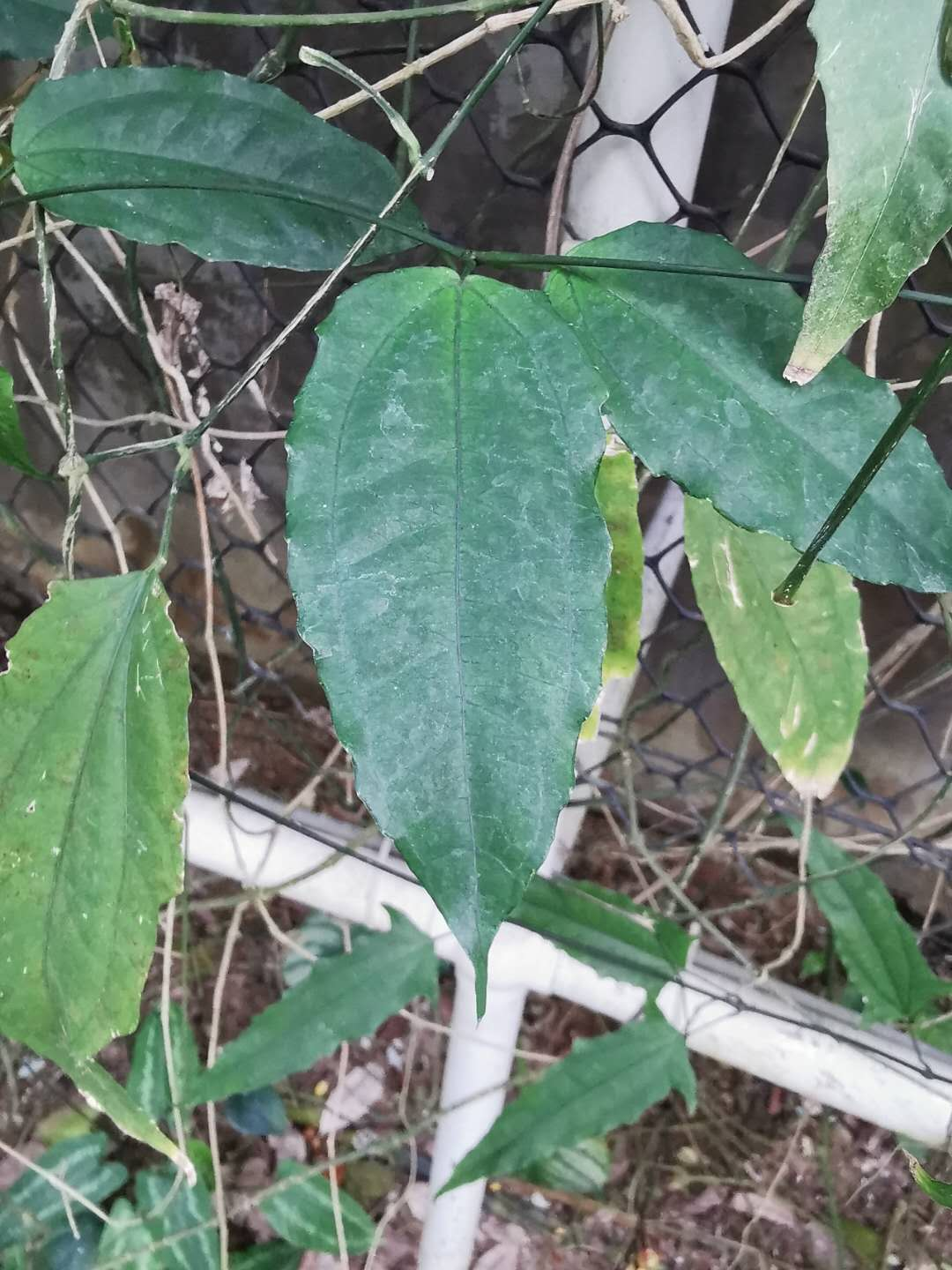
部分葉片沒有淺裂
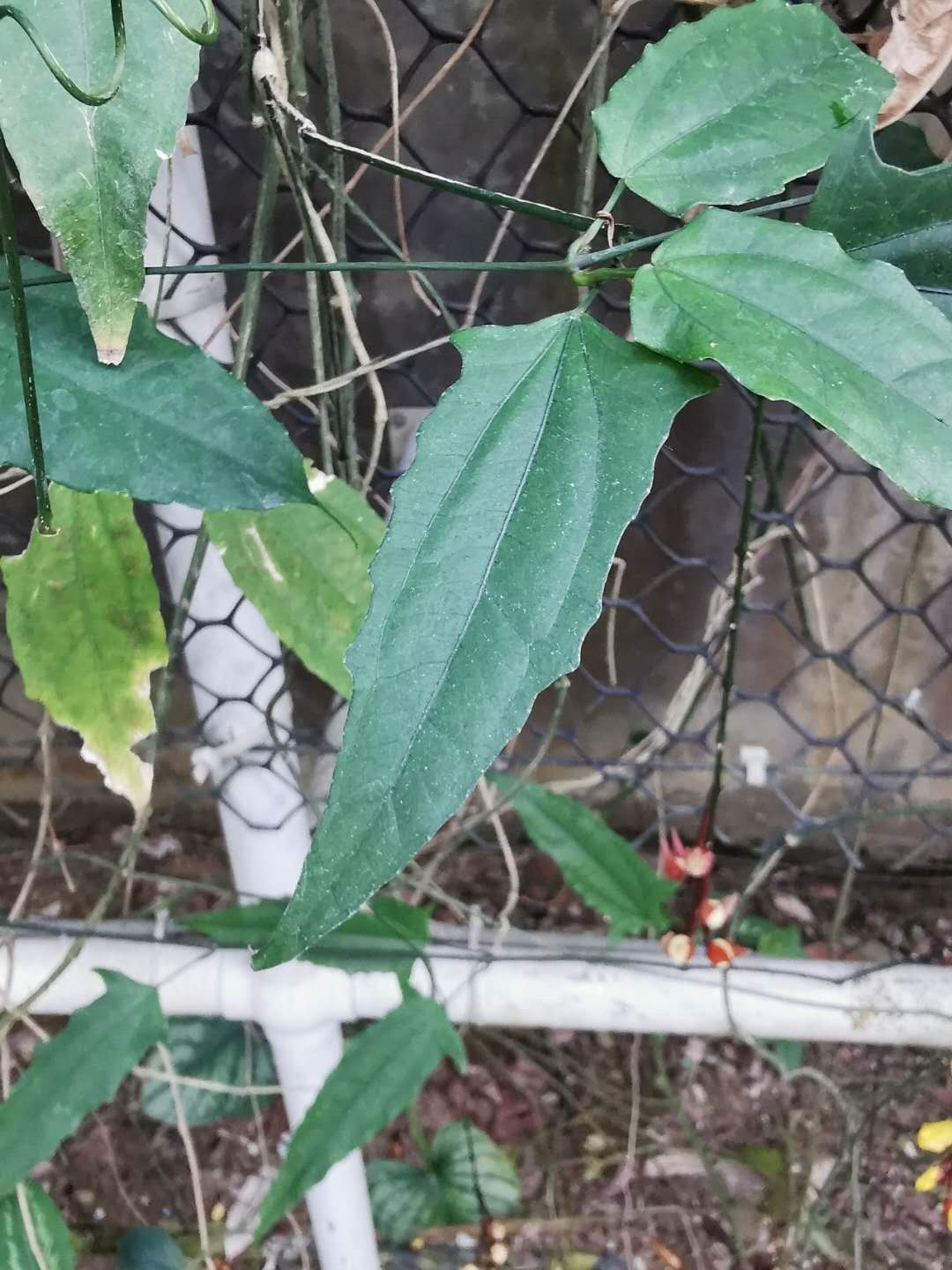
葉脈三出
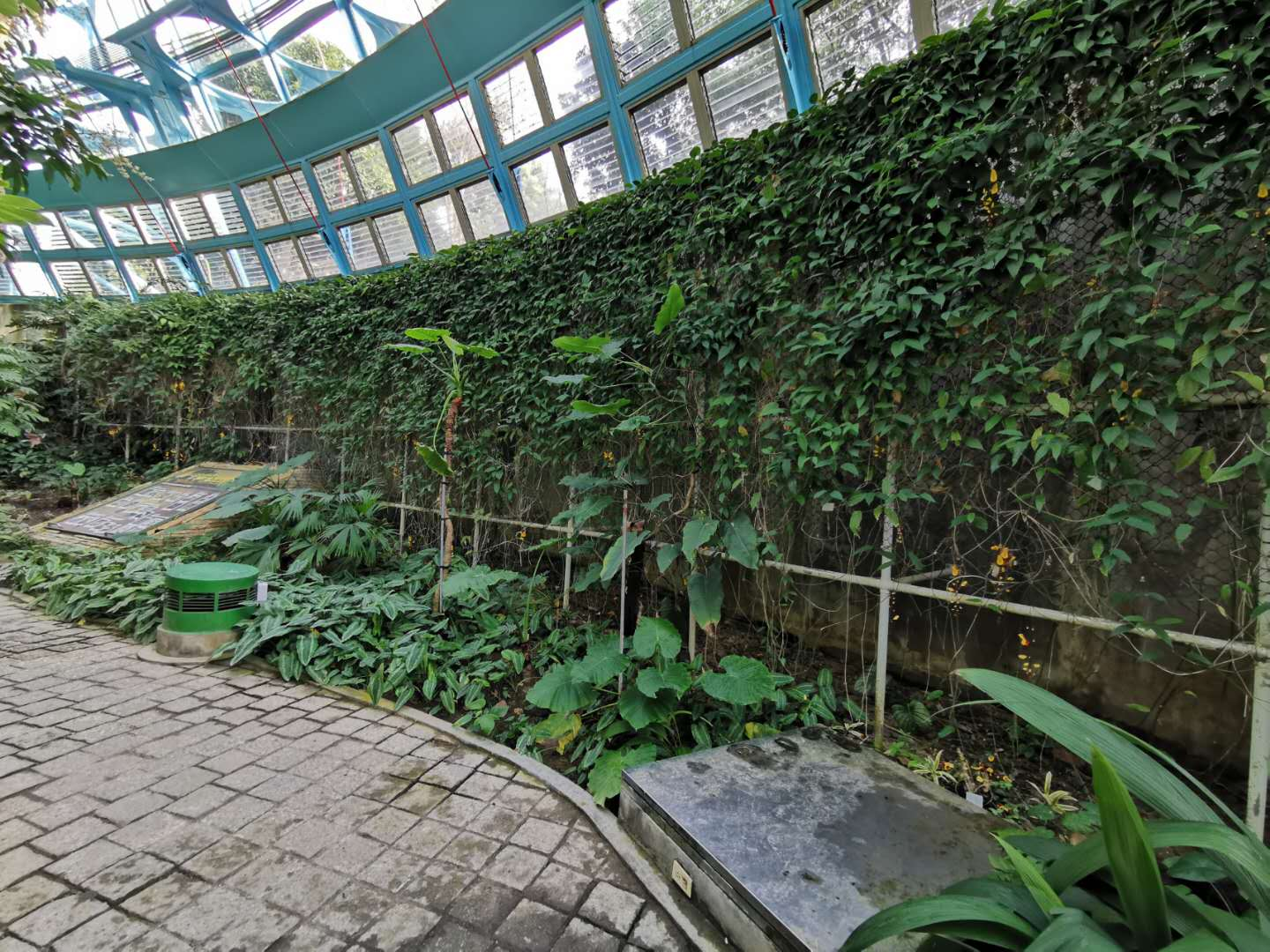
適宜牆垣垂直綠化

### 引用
1. 1 2  .
2. ↑  . （原始内容存档于2014-07-24）.
3. ↑  . （原始内容存档于2020-01-17）.

### 來源
- .   [2020-03-19]. （原始内容存档于2014-07-24） （英语）.
- .   [2020-03-19]. （原始内容存档于2020-01-17） （英语）.
- （中文）.
- （中文）.
- （中文）.
- （中文）.

## 延伸閱讀
- 維基物種上的相關：跳舞女郎
- 维基共享资源上的相關多媒體資源：跳舞女郎